# جلين كلاييس
جلين كلاييس (8 مارس 1994 في بلجيكا - ) هو لاعب كرة قدم بلجيكي في مركز الدفاع. شارك مع منتخب بلجيكا تحت 17 سنة لكرة القدم ومنتخب بلجيكا تحت 19 سنة لكرة القدم. أما مع النوادي، فقد لعب مع كيه في ميخيلين وليرس.

## وصلات خارجية
- جلين كلاييس على موقع الاتحاد البلجيكي (الإنجليزية)
- جلين كلاييس على موقع قاعدة بيانات كرة القدم.إي يو (الإنجليزية)
- جلين كلاييس على موقع Soccerway.com (الإنجليزية)